# Référendum constitutionnel kirghize de 2021
Pour les articles homonymes, voir Référendum kirghize de 2021.
Le référendum constitutionnel kirghize de 2021 a lieu le 11 avril 2021 afin de permettre à la population du Kirghizistan de se prononcer sur une nouvelle constitution comportant notamment un passage à un régime présidentiel.
La nouvelle constitution est approuvée à une large majorité.

## Contexte

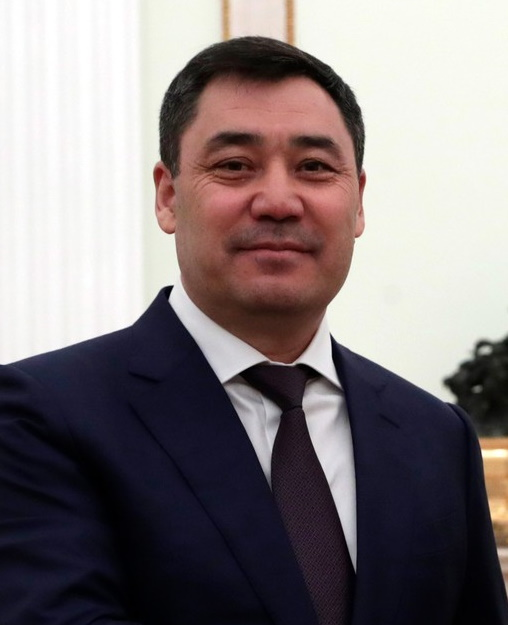
Sadyr Japarov

Le référendum intervient à l'issue des manifestations kirghizes de 2020 qui ont vu l'annulation des législatives d'octobre 2020 et la démission du président Sooronbay Jeenbekov.
Sadyr Japarov assure l'intérim à la présidence. Fin 2020, il propose une série d'amendements constitutionnels visant à renforcer les pouvoirs du président en faisant passer le pays d'un régime parlementaire à un régime présidentiel, ainsi qu'à supprimer la limitation à un seul mandat présidentiel de six ans. Le 14 novembre, il démissionne afin de pouvoir se présenter à l'élection présidentielle de janvier, organisée en même temps que le référendum,. La proposition d'amendement provoque des manifestations dans le pays. L'objet du référendum est finalement ramené à la nature du système politique, présidentiel ou parlementaire, tandis que Japarov promet d'en organiser un autre sur ses projets de modifications en cas d'élection à la présidence.
L'option d'un passage à un régime présidentiel l'emporte à une large majorité, validé par le taux de participation, qui franchit de peu le quorum exigé,. De son côté, Japarov est élu le jour même président de la République dès le premier tour de la présidentielle,. Peu après son élection, celui-ci annonce que la nouvelle constitution sera rédigée dans les deux mois, puis soumise au référendum. Le référendum est ainsi prévu vers le mois de mars. La date du 11 avril est évoquée, le jour des élections locales.
Le 25 janvier 2021, le texte est présenté par la Convention constitutionnelle au Parlement. L'assemblée vote le projet le 11 mars par 94 voix pour, six contre et vingt abstentions, et fixe sa mise à référendum au 11 avril suivant. Le vote franchit la majorité qualifiée des deux tiers requise.

## Contenu
La révision constitutionnelle proposée vise à faire passer le régime parlementaire alors en vigueur à un régime présidentiel en renforçant considérablement les pouvoirs du président.
Le nombre de mandats présidentiels est désormais limité à deux quinquennats au lieu d'un sixennat unique, tandis qu'une disposition transitoire permet au président sortant, élu en 2020 pour un mandat unique de six ans, de faire un deuxième mandat de cinq ans, mais pas un troisième.
Le poste de Premier ministre est notamment supprimé. Le Parlement doit toujours approuver la composition gouvernementale.
Le nombre de parlementaires est réduit de 120 à 90. Une Cour constitutionnelle est créée, de même qu'une nouvelle assemblée consultative et non élue, le Qurultay du peuple, un projet phare du président Japarov.
La population obtient le droit de recourir à un référendum d'initiative populaire via la collecte d'un minimum de 300 000 signatures d'électeurs, soit environ 8,5 % du total des inscrits sur les listes électorales en 2021.

## Conditions
En accord avec la constitution et le code référendaire, le taux de participation au référendum doit franchir le quorum de 30 % des inscrits pour que le résultat soit valide. De même, l'un des choix doit pour l'emporter obtenir la majorité absolue de l'ensemble des suffrages, y compris les votes blancs et nuls,

## Résultat
| Choix                   | Choix                   | Votes     | %      |
| ----------------------- | ----------------------- | --------- | ------ |
|                         | Pour                    | 1 048 660 | 79,32  |
|                         | Blancs et nuls          | 92 094    | 6,97   |
|                         | Contre                  | 181 370   | 13,72  |
|                         |                         |           |        |
| Votes valides           | Votes valides           | 1 230 030 | 93,03  |
| Votes blancs et nuls    | Votes blancs et nuls    | 92 094    | 6,97   |
| Total                   | Total                   | 1 322 124 | 100    |
| Abstention              | Abstention              | 2 284 077 | 62,94  |
| Inscrits/Participation  | Inscrits/Participation  | 3 606 201 | 36,66  |
| Quorum de participation | Quorum de participation | ✔ 30 %    | ✔ 30 % |

| Pour 1 060 799 (79,32 %) |  |  |  | Contre 182 514 (13,72 %) |
| ▲                        |  |  |  |                          |
| Majorité absolue         |  |  |  |                          |

## Conséquences
La nouvelle constitution est approuvée à une large majorité. Malgré un faible taux de participation, celui-ci dépasse le quorum de 30 % requis. Les résultats définitifs sont publiés le 2 mai. Le président Sadyr Japarov signe son entrée en vigueur trois jours plus tard.